# Merav Michaeli

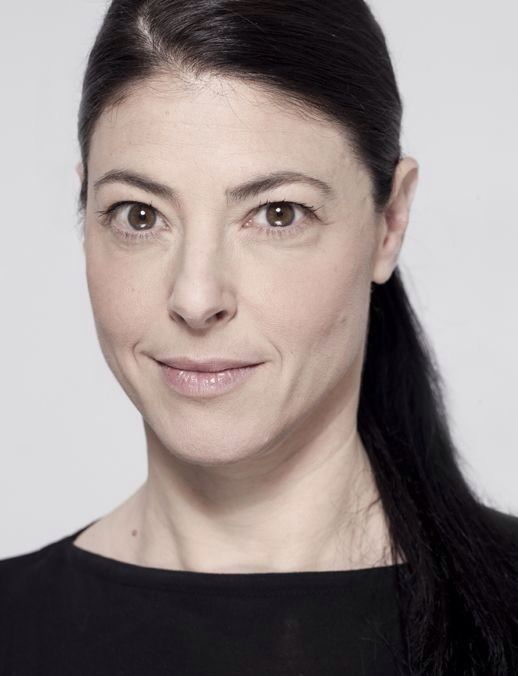
Merav Michaeli (2011)

Merav Michaeli (hebräisch מרב מיכאלי, geboren 24. November 1966 in Petach Tikwa) ist eine israelische Journalistin und Politikerin der Awoda-Partei. Seit Januar 2021 ist sie Vorsitzende ihrer Partei und war von Juni 2021 bis Dezember 2022 israelische Verkehrsministerin im Kabinett Bennett-Lapid.
Am 7. Dezember 2023 gab sie bekannt, dass sie sich aus der Politik zurückziehen und weder für den Parteivorsitz noch die Knesset wieder kandidieren werde.

## Leben
Merav Michaeli begann im Alter von 19 Jahren für das Radio zu arbeiten und mit 21 als Fernsehmoderatorin. Sie schreibt als Journalistin für die Tageszeitung Haaretz. Michaeli vertritt feministische Positionen und setzt sich darüber hinaus für alle diskriminierten Gruppen ein. 1996 führte sie eine Kampagne für Vergewaltigungsopfer an. Die Ehe als politische, rechtliche und ökonomische Institution habe nichts mit Liebe und Romantik zu tun, daher forderte sie 2012 bei einer TEDx-Konferenz in Jaffa wenigstens die Einführung der Zivilehe in Israel.
2012 trat sie der Arbeitspartei (Awoda) bei. Bei der Parlamentswahl in Israel 2013 kandidierte sie für die Awoda und ist seit dem 22. Januar 2013 Mitglied der 19. Knesset, wo sie auf der Oppositionsbank sitzt und Mitglied im Rechtsausschuss ist. In ihrer ersten Parlamentsrede sprach sie feministische Themen an. Bei der Parlamentswahl in Israel 2015 wurde sie auf der Liste der Zionistischen Union wiedergewählt.
Obwohl sie für eine durch Verhandlungen zwischen Palästinensern und Israelis zu vereinbarende Zweistaatenlösung eintritt, wandte sie sich 2013 gegen ein Verhandlungsmandat für die seinerzeitige israelische Regierung Netanjahu, da diese nur Verhandlungen ohne Ergebnis wolle. Jede weitere Verhandlungsrunde ohne Ergebnis aber sei schädlich für das ohnehin geringe Vertrauen.
Sie wurde in die 24. Knesset gewählt. Am 13. Juni 2021 wurde sie als Ministerin für Verkehr und Straßensicherheit in das Kabinett Bennett-Lapid berufen.
Vor den Parlamentswahlen 2022 war Michaeli die treibende Kraft dafür, dass Awoda und Meretz keine Listenverbindung eingingen, weshalb Meretz an der Sperrklausel scheiterte.
Michaeli ist eine Enkelin von Rudolf Kasztner.